# 루나사에서 춤을
《루나사에서 춤을》(Dancing at Lughnasa)은 20세기 후반 가장 위대한 영어권 극작가로 평가되는 브라이언 프리엘의 대표작이다. ‘기억극’이라고도 부르는 이 작품은 마이클이라는 인물의 내레이션과 함께 그의 기억을 좇아 진행된다. 1936년 전후 아일랜드의 한적한 시골 마을을 배경으로 산업화라는 사회 변혁에 적응하지 못하고 공동체를 이루어 살아가는 자매들의 고달픈 삶이 따뜻하게 그려진다. 1990년 아일랜드에서의 초연이 대성공하면서 브로드웨이에 진출해 시즌 최고의 연극으로 널리 사랑받았다. 이후 메릴 스트립 주연의 영화로도 제작되어 대한민국에 개봉했다. 이 책은 충실한 번역과 해설로 원작의 감동을 전한다.

## 개요
＜루나사에서 춤을＞에서 브라이언 프리엘은 여성 연대의 힘에 주목하고 있다. 작품이 발표된 1990년대는 아일랜드를 비롯해 세계적으로 여성의 역할 변화와 권리 신장이 두드러지던 때였다. 아일랜드에서는 최초로 여성 대통령이 선출되었다. ＜루나사에서 춤을＞은 이런 사회 변화상을 반영하듯 여성 인물들의 자립과 연대를 축으로 이야기가 전개된다. 자매들은 각자 역할에 충실하며 생계를 책임지고 있다. 미혼모인 크리스와 지적 장애를 가진 로즈도 예외가 아니다. 크리스와 로즈를 대하는 이웃들의 편견 어린 시선도 자매들은 서로에 대한 지지와 굳은 연대로 이겨 낸다. 루나사 축제를 앞두고 먼디 자매가 다 함께 춤추는 모습에서 그녀들의 내적 충만함을 느낄 수 있다. 프리엘은 이들 자매를 통해 여성에게 생각보다 남성의 존재가 크게 필요치 않다는 사실을 보여 주고 있다.